# Peter Jackson (Informatiker)
Peter Eric Jackson (* 1949 in Bridgetown, Barbados; † 3. August 2011 in Burnsville (Minnesota)) war ein britischer Informatiker.
Jackson studierte an der Aston University in Birmingham Psychologie mit dem Bachelor-Abschluss, arbeitete mehrere Jahre als Sozialarbeiter, bevor er sein Studium wieder aufnahm und wurde an der University of Leeds in Informatik promovierte. Danach lehrte er an der Universität Edinburgh. 1988 ging er in die USA als leitender Wissenschaftler in den McDonnell Douglas Research Labs. Nebenbei gab er Kurse an der  Washington University in Saint Louis, der Clarkson University in New York und am Singapore Polytechnic. Er war ab 1995 bei der Thomson Corporation und wurde Chefwissenschaftler bei Thomson Reuters und Vizepräsident für Technologie. Er wandte dort KI unter anderem auf juristische Themen an (wie das Information Retrieval System für Präzedenzfälle aus juristischen Datenbanken History Assistant) und Produkte von Thomson Reuters.
Sein Fachgebiet war Künstliche Intelligenz und er verfasste Bücher über Expertensysteme (übersetzt in sieben Sprachen), Wissensrepräsentation und Natürliche Sprachverarbeitung.
Als Hobby spielte er Jazz-Gitarre auch bei öffentlichen Auftritten.

## Schriften
- Introduction to Expert Systems, Addison-Wesley 1986, 1999
  - Deutsche Ausgabe: Expertensysteme – Eine Einführung, Addison-Wesley 1987
- Logic-Based Knowledge Representation, MIT Press 1989
- mit Isabelle Moulinier: Natural Language Processing for Online Applications: Text retrieval, extraction and categorization, John Benjamins Publ., 2002, 2007
- mit Khalid Al-Kofahi, Alex Tyrell, Arun Vachher: Information Extraction from Case Law and Retrieval of Prior Case, Artificial Intelligence, Band 150, November 2003, Heft 1–2, S. 239–290